# 八田荘村
八田荘村（はったしょうむら）は、かつて大阪府にあった村である。現在の堺市西区と中区のそれぞれ一部にあたる。
『和名抄』などに見られる郷名「蜂田」（はちた）から転じたもので、現在、氏神社は「はちた」、村名（地区名）は「はった（しょう）」、大字（町名）は「はんだ」と読み方がさまざまである。

## 歴史
- 1882年（明治15年）、大鳥郡北村[2]が大鳥郡八田北村に改称。
- 1889年（明治22年）4月1日、大鳥郡家原寺村、平岡村、毛穴村、八田寺村、八田北村、南村、堀上村が合併して、大鳥郡八田荘村が発足。
- 1896年（明治29年）4月1日、泉北郡が成立。
- 1942年（昭和17年）7月1日、泉北郡浜寺町、鳳町、踞尾村、深井村、東百舌鳥村と共に堺市に編入される。